# Moacir Silva Arantes
Moacir Silva Arantes (* 3. Juni 1969 in Itapecirica, Minas Gerais) ist ein brasilianischer Geistlicher und römisch-katholischer Bischof von Barreiras.

Wappen von Moacir Silva Arantes als Bischof von Barreiras

## Leben
Moacir Silva Arantes studierte Philosophie und Katholische Theologie an der Pontifícia Universidade Católica de Minas Gerais in Belo Horizonte. Er empfing am 14. August 1999 die Priesterweihe für das Bistum Divinópolis.
Nach der Priesterweihe war Moacir Silva Arantes zunächst in der Seelsorge tätig, bevor er Regens des Priesterseminars und des propädeutischen Seminars wurde. Zudem war er Verantwortlicher für die Berufungspastoral sowie die Jugend- und Familienpastoral im Bistum Divinópolis. Daneben war Moacir Silva Arantes Mitglied des Priesterrates des Bistums Divinópolis.
Papst Franziskus ernannte ihn am 11. Mai 2016 zum Titularbischof von Tituli in Numidia und zum Weihbischof in Goiânia. Die Bischofsweihe spendete ihm der Altbischof von Divinópolis, José Belvino do Nascimento, am 13. August desselben Jahres. Mitkonsekratoren waren der Erzbischof von Goiânia, Washington Cruz CP, und der Bischof von Divinópolis, José Carlos de Souza Campos.
Am 21. Oktober 2020 ernannte ihn Papst Franziskus zum Bischof von Barreiras. Die Amtseinführung erfolgte am 2. Januar 2021.